# 효현왕후
효현왕후 김씨(孝顯王后 金氏, 1828년 4월 15일(음력 3월 14일) ~ 1843년 10월 6일(음력 8월 25일))는 조선 헌종의 정비(正妃)이다. 김조근(金祖根)의 딸로, 본관은 신안동(新安東)이다. 휘호는 단성수원경혜정순효현왕후(端聖粹元敬惠靖順孝顯王后)이다.

## 생애
1828년 4월 27일(순조 28년 음력 3월 14일) 인시에 관광방(觀光坊) 안국동에 있는 외가에서 출생하였다. 1837년(헌종 3) 10세에 왕비에 책봉되고 자손을 두지 못하고, 1843년 창덕궁(昌德宮)의 대조전(大造殿)에서 16세에 사망하였다. 같은 해 12월 2일 훗날 헌종 과, 효정왕후와 함께 묻히게 될 경기도 구리시 인창동 경릉(景陵)에 모셔졌다.

## 사후
1851년(철종 2) 5월 25일 경혜(敬惠)의 휘호가 내려지고,
1853년(철종 4) 8월 20일 단성(端聖)의 존호(尊號)가 더해졌으며,
1866년(고종 3) 4월 3일 수원(粹元)의 존호(尊號)가 더해졌으며,
1908년(순종 1, 융희(隆熙) 2년) 5월 11일 효현성황후(孝顯成皇后)로 추존되었다.

## 가계
본가 안동 김씨(安東 金氏)
- 고조부 : 첨지중추부사 김탄행(金坦行, 1714∼1774)
- 고조모 : 정경부인 청주 한씨(貞敬夫人 淸州 韓氏, 생몰년 미상)[1]
  - 증조부 : 좌의정 익헌공 김이소(翼憲公 金履素, 1735∼1798)
  - 생증조부 : 군수 김이유(郡守 金履裕, 생몰년 미상)
  - 생증조모 : 정부인 문화 유씨(貞夫人 文化 柳氏, 생몰년 미상)[2]
    - 조부 : 충주목사 증 영의정 김지순(忠州牧使 贈 領議政 金芝淳)
    - 조모 : 증 정경부인 여흥 민씨(贈 貞敬夫人 驪興 閔氏, 생몰년 미상)[3]
      - 아버지 : 영흥부원군 효간공 김조근(永興府院君 孝簡公 金祖根, 1793~1844)
      - 숙부 : 병조판서 김보근 (兵曹判書 金輔根, 1803∼1869)

    - 외조부 : 직산현감 이희선(稷山縣監 李羲先, 1775~1818)
    - 외조모 : 정부인 반남 박씨(貞夫人 潘南 朴氏, 1774~1811)[4]
      - 어머니 : 한성부부인 한산 이씨(漢城府夫人 韓山 李氏, 생몰년 미상)
      - 외숙 : 공조참판 증 좌찬성 이창재(工曺參判 贈 左贊成 李昌在, 1797~1863)
      - 외숙모 : 정부인 안동 김씨(貞夫人 安東 金氏, 1798~1871)[5]
      - 외숙 : 영의정 문간공 이경재(領議政 文簡公 李景在,1800 ~1873)

왕가(王家 : 전주 이씨)
- 시고조부 : 추존 장조의황제(莊祖懿皇帝, 1735~1762)
- 시고조모 : 헌경의황후 홍씨(獻敬懿皇后 洪氏, 1735~1815)
  - 시증조부 : 제22대 정조선황제(正祖宣皇帝,1752~1800)
  - 시증조모 : 효의선황후 김씨(孝懿宣皇后 金氏, 1789~1857)
  - 생시조모 : 현목수빈 박씨(顯穆綏嬪 朴氏, 1770~1822)
    - 시조부 : 제23대 순조숙황제(純祖肅皇帝, 1790~1834)
    - 시조모 : 순원숙황후 김씨(純元肅皇后 金氏, 1789~1857)
      - 시아버지 : 추존 문조익황제(文祖翼皇帝, 1809~1830)
      - 시어머니 : 신정익황후 조씨(神貞翼皇后 趙氏, 1808~1890)
        - 남편 : 제24대 헌종성황제(憲宗成皇帝, 1827~1849)